# ヘキサカルボニルクロム
ヘキサカルボニルクロム (英: hexacarbonylchromium)、または単にクロムカルボニル (英: chromium carbonyl) とは、化学式が Cr(CO)6 と表される化合物である。室温空気中で安定な固体だが、高い蒸気圧をもち、容易に昇華する。Cr(CO)6 は形式電荷が0で、ホモレプティックな八面体形錯体である。Cr-C、C-O 結合長はそれぞれ1.91、1.94 Åである。

## 反応
テトラヒドロフラン (THF) 溶液中の Cr(CO)6 を加熱するか光分解すると、CO 配位子を1つ失って Cr(CO)5(THF) となる。同様に芳香族溶液中の Cr(CO)6 を加熱すると、3つの CO 配位子の置換が起こる。
{\displaystyle {\ce {Cr(CO)6\ + C6H5R -> Cr(CO)3(C6H5R)\ + 3 CO}}}
このような反応は THF とジブチルエーテルの混合物（後者は混合物の沸点を引き上げる働きをする）を使うか、または未希釈の、アニソールのような電子豊富なアレーンによってうまく進行する。この生成物は“ピアノ椅子”構造をとる。これらの種は一般に黄色の固体で、有機溶媒によく溶ける。空気中で光分解するかヨウ素を作用させることによって、クロムからアレーンを遊離させることができる。一般に、Cr(CO)6 の誘導体は空気に触れることで分解する。
アルキルリチウムやアリールリチウム試薬 RLi は、CO 配位子に付加してアニオン性アシル錯体を与える。これらは Me3O+ のようなアルキル化剤と反応してフィッシャー型カルベン錯体 (OC)5Cr=C(OMe)R が得られる。R がビニル基またはアリール基の場合、結果的にカルベン錯体はアセチレンと反応して、トリカルボニルクロムフラグメントが結合した新しいベンゼン環を形成する。アセチレンの2つの炭素原子と CO 配位子の1つの炭素原子は、新しい環の一部となる。同じく、ビニルカルベンからは3つの炭素原子が環の一部となる。

## 安全性
他の多くのホモレプティック金属カルボニル（例：ニッケルカルボニル、鉄カルボニル）と共通して、ヘキサカルボニルクロムは有毒で発癌性をもつと考えられている。蒸気圧は金属錯体としては比較的高く、1 mmHg (36 °C) である。